# أحمد رفيق عوض
أحمد رفيق عوض العبادي (أبو ضرار؛ ولد في 10 آذار 1960 في يعبد)، كاتب قصصي فلسطيني له عدة روايات.

## سيرته الأدبية
وقّع قصصه الأولى في بداية عشرينياته باسم مستعار هو «فكري خليفة» ونشرت في مجلة: «الفجر الأدبي»، ومنها «رجل تحت الاحتلال» التي نشرت عام 1984 وتناولت الحياة تحت الاحتلال وتضمنت نقدا للواقع الاجتماعي الفلسطيني.

## رواياته
- البحث عن التفاح (مجموعة قصص قصيرة).[1]
- العذراء والقرية 1992.[2]
- قدرون[3] 1996.
- مقامات العشاق والتجار[4] 1997.
- آخر القرن[5] 1999.
- القرمطي[6] 2001.
- عكا والملوك[7] 2003.
- بلاد البحر[8] 2006.

## كتب عن أعماله
جوائز الفحم: دراسات في روايات احمد رفيق عوض، علي الخواجة، المؤسسة الفلسطينية للإرشاد القومي، رام الله، 2003